# 堤富男
堤 富男（つつみ とみお、1938年（昭和13年）7月29日 - ）は、日本の官僚。通商産業事務次官、中小企業金融公庫総裁 三菱商事特別顧問、世界貿易センター（東京）理事長を歴任。群馬県出身。

## 来歴
東京大学法学部第2類（公法コース）卒業後、通商産業省入省（入省時の配属先は繊維局繊政課）。
貿易局長、生活産業局長、立地公害局長を経て、1993年（平成5年）資源エネルギー庁長官、1994年（平成6年）2月産業政策局長、同年12月に通商産業事務次官に就任。1996年（平成8年）に退官。
退官後、1998年（平成10年）に中小企業金融公庫副総裁、1999年（平成11年）から2003年（平成15年）まで中小企業金融公庫総裁を務めた。

## 略歴
- 1957年（昭和32年）群馬県立前橋高等学校卒業
- 1961年（昭和36年） 国家公務員採用上級甲種試験（法律）合格
- 1962年（昭和37年） 東京大学法学部第2類卒業
- 1962年（昭和37年）4月 通商産業省入省（繊維局繊政課）
入省同期に、坂本吉弘（通産審議官）、坂本春生、深沢亘（日本自転車振興会副会長、特許庁長官）、田辺俊彦、大野隆夫（大商専務理事、工業技術院総務部長）、岩城彬（日本地下石油備蓄専務、愛媛大学文卒）、小島幹生（企業活力研究所理事長、関東通産局長）など
- 1964年10月　科学技術庁原子力局国際協力課
- 1966年10月　通商産業省貿易振興局為替金融課
- 1968年12月　通商産業省重工業局機械保険課課長補佐
- 1971年1月　通商産業省繊維雑貨局原料紡績課課長補佐
- 1973年7月　中小企業庁計画課課長補佐
- 1974年5月　通商産業省大臣官房総務課課長補佐
- 1977年（昭和52年）5月2日 外務省サン・フランシスコ日本国総領事館領事
- 1980年（昭和55年）5月30日 通商産業大臣官房付
- 1980年（昭和55年）6月10日 通商産業大臣官房広報課長
- 1981年（昭和56年）7月13日 通商産業省通商政策局米州大洋州課長
- 1983年（昭和58年）6月7日 通商産業省機械情報産業局自動車課長
- 1984年（昭和59年）10月5日 通商産業省通商政策局国際経済部国際経済課長
- 1986年（昭和61年）6月10日 通商産業省大臣官房秘書課長併任通商産業研修所長
- 1987年（昭和62年）7月1日 通商産業研究所研修部長併任
- 1988年（昭和63年）1月18日 通商産業大臣官房付
- 1988年（昭和63年）6月14日 資源エネルギー庁公益事業部長
- 1989年（昭和64年）1月1日 通商産業研究所次長併任解除、通産省大臣官房付に再置換
- 1989年（平成元年）6月27日 通商産業省通商政策局次長
- 1990年（平成2年）6月29日 通商産業省貿易局長
- 1991年（平成3年）6月14日 通商産業省生活産業局長
- 1992年（平成4年）6月23日 通商産業省立地公害局長
- 1993年（平成5年）6月25日 資源エネルギー庁長官
- 1994年（平成6年）2月15日 通商産業省産業政策局長
内藤正久が次官就任目前で退官したこともあり、産政局長に就任
- 1994年（平成6年）12月28日 通商産業事務次官
- 1996年（平成8年）8月7日 退官
- 1998年（平成10年）7月 中小企業金融公庫副総裁
- 1999年（平成11年）1月12日 中小企業金融公庫総裁
- 2003年（平成15年）1月 同退任
- 2003年（平成15年）3月 三菱商事株式会社特別顧問
- 2004年（平成16年）6月 三菱商事株式会社取締役
- 2015年（平成27年）6月24日 一般財団法人企業活力研究所会長[4]

出典：官報人事異動辞令など